# Ланде, Альфред
Альфред Ланде (нем. Alfred Landé; 13 декабря 1888, Эльберфельд — 30 октября 1976, Колумбус (Огайо)) — немецкий и американский физик, работавший в области квантовой теории и спектроскопии. Известен открытием g-фактора (фактора Ланде), объяснением эффекта Зеемана.

## Жизнь
Альфред Ланде родился 3 декабря 1888 года в Эльберфельде (входящем ныне в состав Вупперталя), в светской еврейской семье. Его отец — адвокат Хуго Ланде (1859—1936) — служил главой провинциальной администрации Дюссельдорфа, затем возглавлял правовой отдел в городском совете Эльберфельда от социал-демократической партии (1919). Мать — Текла Ланде (1864—1932), дочь прусского архитектора Морица Ланде (1829—1888, автора проекта Новой синагоги в Острово), была первой женщиной-депутатом Рейнской области (1919), в том же году выставлялась кандидатом от социал-демократической партии в Веймарское учредительное собрание, в 1919—1932 годах избиралась в городской совет Эльберфельда и Вупперталя. Родители, родом из Острово, приходились друг другу двоюродными братом и сестрой и поженились в 1887 году.
С 1913 года изучал математику в Гёттингенском университете под руководством Гильберта, защитился в 1914 году. Участвовал в войне, потом занялся изучением устройства атомов. Ввёл множитель Ланде (гиромагнитный множитель), описывающий воздействие магнитного поля на атомную орбиталь.
В 1929—1931 годах был приглашённым профессором в Университете штата Огайо. После второго пребывания в Огайо в 1931 году формально эмигрировал в США, работал в Университете штата Огайо, изучал основы квантовой механики.

## Семья
- Брат — Франц Ланде (1893—1942), дирижёр, музыковед и музыкальный педагог, был депортирован в Освенцим.
- Сёстры — Шарлотта Ланде (1890—1977), педиатр, гигиенист, учёный-медик, и Ева Стедели (нем. Eva Stedeli, 1901—1977), педагог, теоретик прогрессивной педагогики.
- Сын — Карл Ланде (1924—2005), политолог, профессор Канзасского университета.[3]